# Municipio de Fern
El municipio de Fern (en inglés: Fern Township) es un municipio ubicado en el condado de Hubbard en el estado estadounidense de Minnesota. En el año 2010 tenía una población de 270 habitantes y una densidad poblacional de 2,88 personas por km².

## Geografía
El municipio de Fern se encuentra ubicado en las coordenadas 47°21′30″N 95°6′32″O / 47.35833, -95.10889. Según la Oficina del Censo de los Estados Unidos, el municipio tiene una superficie total de 93.62 km², de la cual 91,73 km² corresponden a tierra firme y (2,01 %) 1,89 km² es agua.

## Demografía
Según el censo de 2010, había 270 personas residiendo en el municipio de Fern. La densidad de población era de 2,88 hab./km². De los 270 habitantes, el municipio de Fern estaba compuesto por el 96,67 % blancos, el 0,74 % eran amerindios, el 0,74 % eran asiáticos y el 1,85 % eran de una mezcla de razas. Del total de la población el 1,11 % eran hispanos o latinos de cualquier raza.